# Спурий Фурий Медулин (трибун 400 пр.н.е.)
Вижте пояснителната страница за други личности с името Спурий Фурий Медулин.
Спурий Фурий Медулин (или Луций) (на латински: Spurius Furius Medullinus) e римски политик. Произлиза от фамилията Фурии.
През 400 пр.н.е. той е консулски военен трибун с още петима колеги: Публий Лициний Калв Есквилин, Публий Мелий Капитолин, Публий Манлий Вулзон, Луций Тициний Панза Сак и Луций Публилий Филон Вулск.